# بيلانكا فايكنغ
بيلانكا فايكنغ (بالإنجليزية: Bellanca Viking)‏ هي طائرة منافع، أحادية السطح، بمحرك واحد، ومقصورة رياضية. أنتجت في الولايات المتحدة. من صناعة بيلانكا. كان أول طيران لها في 1967. صنع منها 1,356 طائرة.